# Журів
Жу́рів — село в Україні у Рогатинській міській територіальній громаді, Івано-Франківського району, Івано-Франківської області, на межі з Ходорівською МТГ Стрийського району Львівської області. 
Село знаходиться на Ходорівському Опіллі, що є частиною великого Рогатинського Опілля, на заході Подільської височини. Тут переважають лісостепові ландшафти.

## Історія

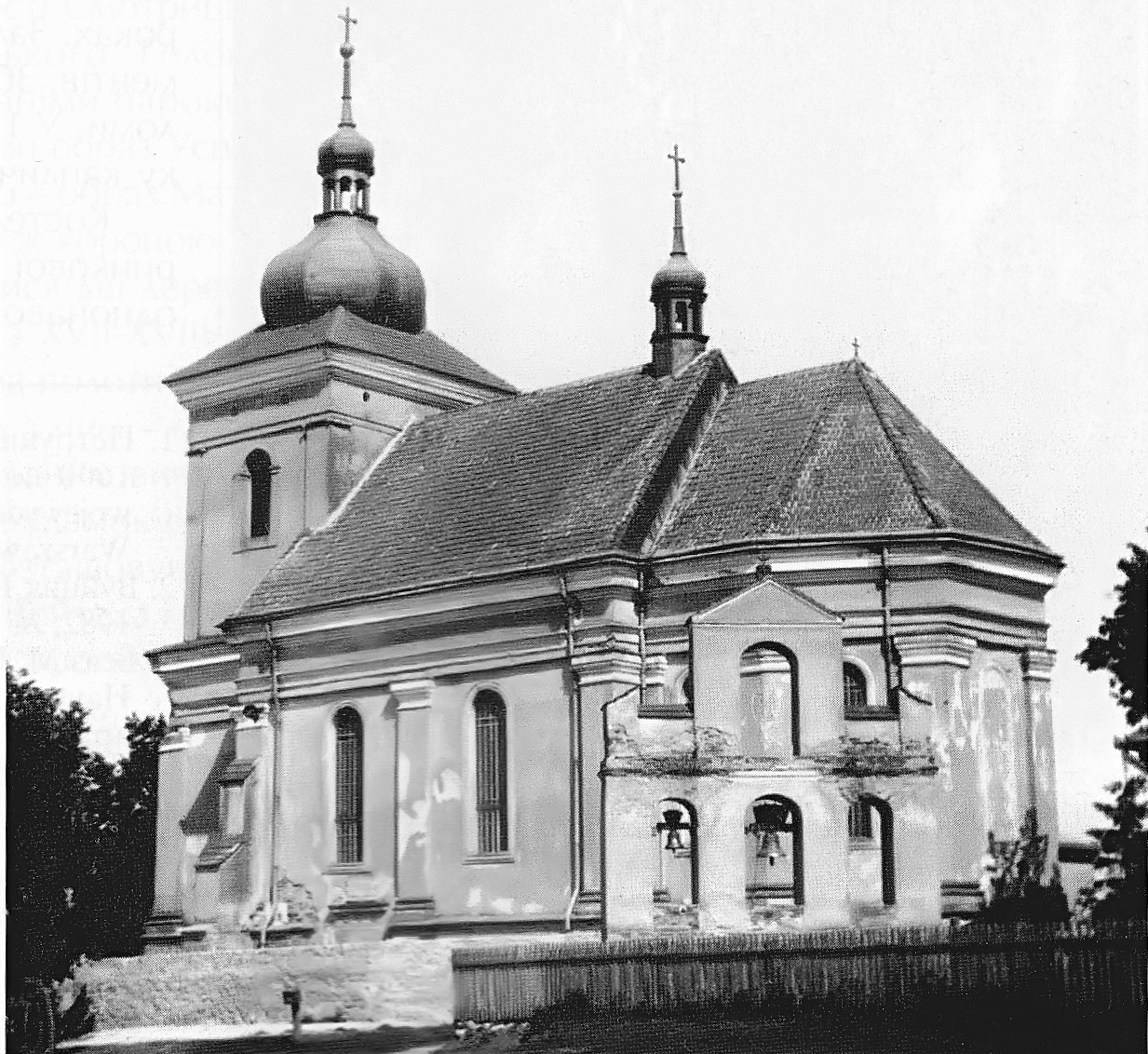
Костел святого Станіслава єпископа

Перша згадка про Журів у грамоті 29 червня 1394 р.
У податковому реєстрі 1515 року Журів документується як спалене містечко, де був млин. Збереглася згадка про спалення Журова татарами в 1599 р. До 1539 р.відомий правник, геральдик та генеалог Адам Бонецький вказував, що Журів інколи в документах  згадувався, як «Джурів». В історичних джерелах є також згадка про Журівський замок, який в 1648 р. був зруйнований під час визвольної боротьби українців під проводом гетьмана Богдана Хмельницького.
У 1987 р. біля села виявлено сліди давнього поселення голіградської культури фракійського гальштату. Дану пам'ятку взято під державну охорону.
За часів Речі Посполитої, Журів, як містечко перебував у власності шляхетського роду Даниловичів. Зокрема, «з Журова» підписувались Микола Данилович, його син Іван Миколай , донька Петра Даниловича Олена (Гелена) Урсула Даниловичівна, дружина Софія-Теофі́ля Даниловичі́вна (Собєська), мати короля Яна ІІІ Собєського, 1607, Журів — 27 листопада 1661, Жовква) — шляхтянка Королівства Польського русинського походження, донька руського воєводи Івана Даниловича і Зофії (Софії) з Жолкевських, внучка Станіслава Жолкевського. Містечко Журів до поділу Речі Посполитої у 1772 р. знаходилось на межі з Галицьким  повітом та належало до Жидачівського повіту Львівської землі Руського воєводства. (Ру́ське воєво́дство (лат. Palatinatus Russiae, пол. Województwo ruskie) — адміністративно-територіальна одиниця Королівства Польського та Корони Польської в Речі Посполитій. Існувало в 1434–1772 роках).
У XIX ст. Журів — як містечко Бережанського, а потім Рогатинського  повітів, Королівства Галичини та Володимирії. У 1870-х — 1880-х рр. містечко мало власну печатку з зображенням сухого дерева (типовий для галицької сфрагістики австрійської доби «природничий» символ) і латинським написом: «Sigillum Communitatis Żurow».
1 січня 1934 р.  Радою Міністрів РП з розпарцельованого (розділеного) Журівського фільварку ,що знаходився в 10 км. на захід від Журова, було утворено нову самостійну адміністративну гміну - Луковець- Журівський.
У 1939 році в містечку проживало 1410 мешканців (470 русинів, 480 поляків, 360 латинників, 30 євреїв).
Населення села станом на 09.12.1931 р. становило 1297 осіб, на 01.01.1993 р. — 467, на 01.01.2009 р. — 432.
Місцеву школу в 2018 - ліквідовано
У селі знаходиться селянське фермерське господарство «Промінь».
12 червня 2020 року, відповідно до Розпорядження Кабінету Міністрів України  № 714-р «Про визначення адміністративних центрів та затвердження територій територіальних громад Івано-Франківської області», увійшло до складу Рогатинської міської громади.
19 липня 2020 року, в результаті адміністративно-територіальної реформи та ліквідації Рогатинського району, село увійшло до складу новоутвореного Івано-Франківського району.

## Пам'ятки
- костел святого Станіслава єпископа-мученика(знищений за часів СРСР у 50 рр. ХХ ст.). Перед 1568 роком у Журові була заснована латинська парафія, та закладено латинський костел святого Станіслава єпископа-мученика, Львівської архідієцезії РКЦ. У 1598 році дерев'яний костел у Журові став відомим через євхаристійне чудо, що трапилося під час Богослужіння. Відтоді люди з навколишніх сіл стали часто сюди навідуватися.  Після пожежі у 1621 році костел відновлено за кошти Миколи Даниловича, а саме був збудований мурований храм, який посвятили Найсвятішій Богородиці — Журівській. Протягом XVII — XVIII ст. споруда кілька разів страждала від пожеж, тому перебудовувалася в різних стилях (готика, ренесанс). 1885 року костел учергове згорів, але чудотворна ікона, яку винесли з вогню, була чудом врятована. Відбудований костел до 1935 року виконував роль локального санктуарію Богородиці-Журівської — це було відпустове місце, яке відвідували вірні як римо-католики, так греко-католики (католики візантійського обряду). Магнат Микола Данилович прикрасив чудотворний образ Пречистої Діви Марії срібними ризами та коронами. Ікона славилася численними чудами і ласками, була прикрашена 213-ма вотами — дарами за зцілення. Під час монголо-татарської навали люди винесли образ на мур. Стріли ворогів перестали долітати, обложені врятувалися.  У польському віснику за 1925 рік збереглася стаття про чуда за посередництвом образу Пресвятої Богородиці-Журівської. Зокрема, багато ласк зазнав на собі місцевий римо-католицький священник Вінцент Бонковський. У статті описано випадок, коли жінка на ім'я Мар'яна Дашкевичова прибігла до костелу з помираючою дитиною. Вона благала священника про допомогу. Отець побачивши безнадійність ситуації, адже дитина не подавала ознак життя, порадив матері вклякнути під головним вівтарем і віддати себе з дитиною в опіку Пресвятої Богородиці. Згорьована матір так і зробила. Враз дитина почала дихати і заплакала.  Напередодні Першої світової війни при костелі було засноване згромадження сестер домініканок. У 1938 році у згромадження було три черниці. Головний вівтарний образ  цього костелу - образ святого Станіслава єпископа-мученика  зараз  знаходиться в римсько-католицькому костелі св. Станіслава єпископа-мученика,у с.Липівка (кол.Фірлеюв),що  на півшляху між Рогатином і Перемишлянами ,що на межі з Львівською областю.  У костелі було два вівтарі, один з яких відведено для богослужінь греко-католиків (католиків візантійського обряду) з причини нищення місцевої церкви пожежею. Даний факт свідчить про мирне співжиття мешканців містечка, адже воно було багатоетнічним  та поліконфесійним (у ньому проживали поляки, українці(русини), євреї).  Доля костелу — трагічна: з приходом радянської влади- влади тотального нищення пам'яток і традицій, Журівський костел було зруйновано, майно пограбовано, а поховання місцевих магнатів-фундаторів костелу Констанції Данилович (в народі білої пані) та ін., які були поховані у крипті храму- сплюндровано.ЦЕГЛУ ЗІ ЗРУЙНОВАНОЇ СВЯТИНІ ВИКОРИСТАНО ДЛЯ РЕМОНТУ МІСЦЕВИХ ДОРІГ.
- церква Св. Димитрія Солунського де тепер зберігається Чудотворний образ матері Божої Журівської, який раніше знаходився в місцевому римсько-католицькому костелі св. Станіслава єпископа-мученика.

## Відомі люди
- Зиновій Семенович Карась (9 березня 1929 — 4 березня 2014) — коломийський громадсько-політичний діяч, священик УГКЦ, член ОУН, жертва радянських таборів, публіцист, журналіст.

### Дідичі
- Микола Данилович
- Софія Теофіла Даниловичівна
- Ян Потоцький
- Теодор Потоцький